# 양정례
양정례(梁貞禮, 1977년 5월 7일~)는 대한민국의 기업인, 정치인이다. 제18대 국회의원을 지냈다.

## 주요 경력
2006년 12월에서부터 2007년 5월까지 한나라당의 시민자치행정특보위원을 지냈으며 한나라당에서 탈당한 이후 친박연대에 입당했다. 2008년 제18대 국회의원 선거에서 친박연대 비례대표 1번으로 당선되었으며, 이는 만 31살로서 18대 국회의원 중 최연소였다. 그러나 당선과 동시에 선거 관련 비리가 드러나 당선이 취소되었다.
비상장주식으로 (주)건풍이엔지 39,780주를 소유했다가 '직무관련성 있는 주식' 결정으로 매각했다.

## 이력
안양대학교 관광경영학과를 나왔으며 연세대학교 법무대학원에서 경영법무 전공으로 석사학위를 취득했다. 선관위에 제출된 경력은 '새시대 새물결 운동본부' 여성청년 간사, 사단법인 건풍사회복지회 연구관을 지낸 것이다. 하지만, 양정례의 어머니 김순애(건풍건설을 운영하는 재력가)가 이 두 단체의 공동의장과 이사장직을 맡고 있고, '새시대 새물결 운동본부'는 사실상 박근혜 前 한나라당 대표를 지지하는 전국조직이며, 건풍사회복지회는 어린이집 위탁운영 외에 어떤 사회복지사업을 해왔는지는 알려지지 않고 있는 등, 뚜렷한 사회활동이나 정치경력이 없는 것으로 알려져 비례대표 1번으로 선정된 것에 대한 의문이 제기되었다.
따라서, 비례대표 공천 과정에서 거액의 특별당비를 납부했다는 의혹과 관련하여 검찰의 수사를 받았고, 검찰에서는 공천의 대가가 17억원이라 판단하여 서울중앙지방검찰청 공안1부가 어머니 김순애에 대해 2008년 5월 1일 사전 구속영장을 청구했으나 서울중앙지방법원 홍승면 영장전담 부장판사는 5월 2일 "피의자의 주거가 일정하고 현재까지 수집된 증거자료와 수사에 임하는 태도 등에 비춰 볼 때 증거를 인멸하거나 도주할 염려가 있다고 보기 어렵다"고 하면서 영장을 기각하면서 "친박연대의 당헌·당규상 당비와 관련한 제한 규정이 없고 당비의 상한 금액에 대한 법률상의 제한규정도 없다"며 "피의자는 친박연대의 요청에 따라 친박연대가 중앙선거관리위원회에 당의 공식 수입계좌로 신고한 금융계좌에 실명으로 송금했던 점을 고려했다"고 했다. 이에 대해 친박연대는 과잉수사라며 반발했다. 양정례는 검찰 수사 과정에서 강압 수사를 받았다고 폭로했으나 검찰 측은 근거 없는 폭로라고 일축했다. 검찰에서는 보강 수사를 실시한 이후 "김순애가 3월25일 서청원 대표 등 당 관계자들과 만난 뒤 급하게 회사 운영자금 명목으로 20억 원을 대출받았으며 3일 뒤인 28일 이 중 14억원을 친박연대 계좌에 입금한 정황을 포착했다"고 하면서 영장을 재청구하기로 하였다. 5월 20일에 구속영장을 다시 청구한 검찰은 "자신과 딸을 서청원 대표에게 소개해 준 서울 동작갑 출마자 손상윤이 7천만원을 요구하자 김순애가 기부한도(500만원) 규정을 피해 가족들 이름으로 1천500만원을 손상윤의 후원 계좌로 보내준 사실을 새로 밝혔다"고 하면서 공천 대가성의 정황 증거로 영장 청구서에 포함시키면서 양정례를 모친인 김순애의 공범으로 영장에 적시했다. 서울중앙지법 영장전담 김용상 부장판사는 5월 22일 "김순애의 경우 추가된 비리 사실을 포함해 재청구 이유를 심문한 결과로 비춰볼 때 피의자가 증거인멸 도망 우려있다고 보기 어렵고 대가성 부분은 판단이 없다"며 영장을 기각했다.
2008년 8월, 선관위와 경실련에 따르면 양정례는 후보자 재산신고 때 토지와 건물 등 부동산 13억원을 누락한 것으로 알려졌다.
결국 양정례는 2009년 5월 14일 선거법 관리위반 등의 혐의로 재판에 회부되어 징역 10개월에 집행유예 2년을 선고받아 의원직이 박탈되었다.

## 학력
- 안양대학교 관광경영학과 학사
- 연세대학교 대학원 행정학 석사
- 연세대학교 법무대학원 법학석사

## 재판
2008년 8월 14일, 서울중앙지방법원은 양정례 의원에 대해 공직선거법 위반 혐의를 적용, 징역 10월, 집행유예 2년을 선고했다. 이후 대법원에서 이를 확정하여 양정례는 의원직을 상실하였다.
양정례는 지역구가 아닌 전국구의 신분으로 출마하였으므로 의원직은 승계될 수 없었고 따라서 재선거 없이 친박연대는 의원의 의석숫자가 줄어들게 되었다.
그러나 후에 헌법재판소가 비례대표의 선거범죄 시 후임자 승계 불가 조항에 대하여 위헌 판결하자 친박연대는 소급 적용 받아서 후임 3명을 국회에 보내게 되었다.

## 발언 모음
| “ | 제 개인적으로 달러 동전이 500달러 정도 있는데 범 국민적으로 달러 모으기 행사를 진행하는 게 어떠냐? | ” |

## 가족 관계
- 어머니: 김순애(1950년~2024년)
- 배우자: 강철구
- 형제오빠: 양인규

## 역대 선거 결과
| 실시년도 | 선거   | 대수 | 직책     | 선거구   | 정당     | 득표수      | 득표율          | 순위         | 당락 | 비고 |
| -------- | ------ | ---- | -------- | -------- | -------- | ----------- | --------------- | ------------ | ---- | ---- |
| 2008년   | 총선   | 18대 | 국회의원 | 비례대표 | 친박연대 | 2,258,750표 | \| \| 13.18% \| | 비례대표 1번 |      | 초선 |
|          | 13.18% |      |          |          |          |             |                 |              |      |      |

## 같이 보기
- 비례대표 공천헌금 사건